# Kanton Scionzier
Kanton Scionzier is een voormalig kanton van het Franse departement Haute-Savoie. Kanton Scionzier maakte deel uit van het arrondissement Bonneville en telde 11 336 inwoners in 1999.
DE gemeenten werden toegevoegd aan het kanton Cluses.

## Gemeenten
Het kanton Scionzier omvatte de volgende gemeenten:
- Marnaz
- Nancy-sur-Cluses
- Le Reposoir
- Scionzier (hoofdplaats)